# Pakhribas
Pakhribas (Nepali पाख्रीवास) ist eine Stadt (Munizipalität) im östlichen Terai Nepals im Distrikt Dhankuta.
Pakhribas grenzt im Südosten an die Distrikthauptstadt Dhankuta.
Die Stadt entstand Ende 2014 durch Zusammenlegung der Village Development Committees Phalate, Ghorlikharka, Muga, Pakhribas und Sanne.
Das Stadtgebiet umfasst 110,8 km².

## Einwohner
Bei der Volkszählung 2011 hatten die VDCs, aus welchen die Stadt Pakhribas entstand, 17.949 Einwohner (davon 8160 männlich) in 4019 Haushalten.

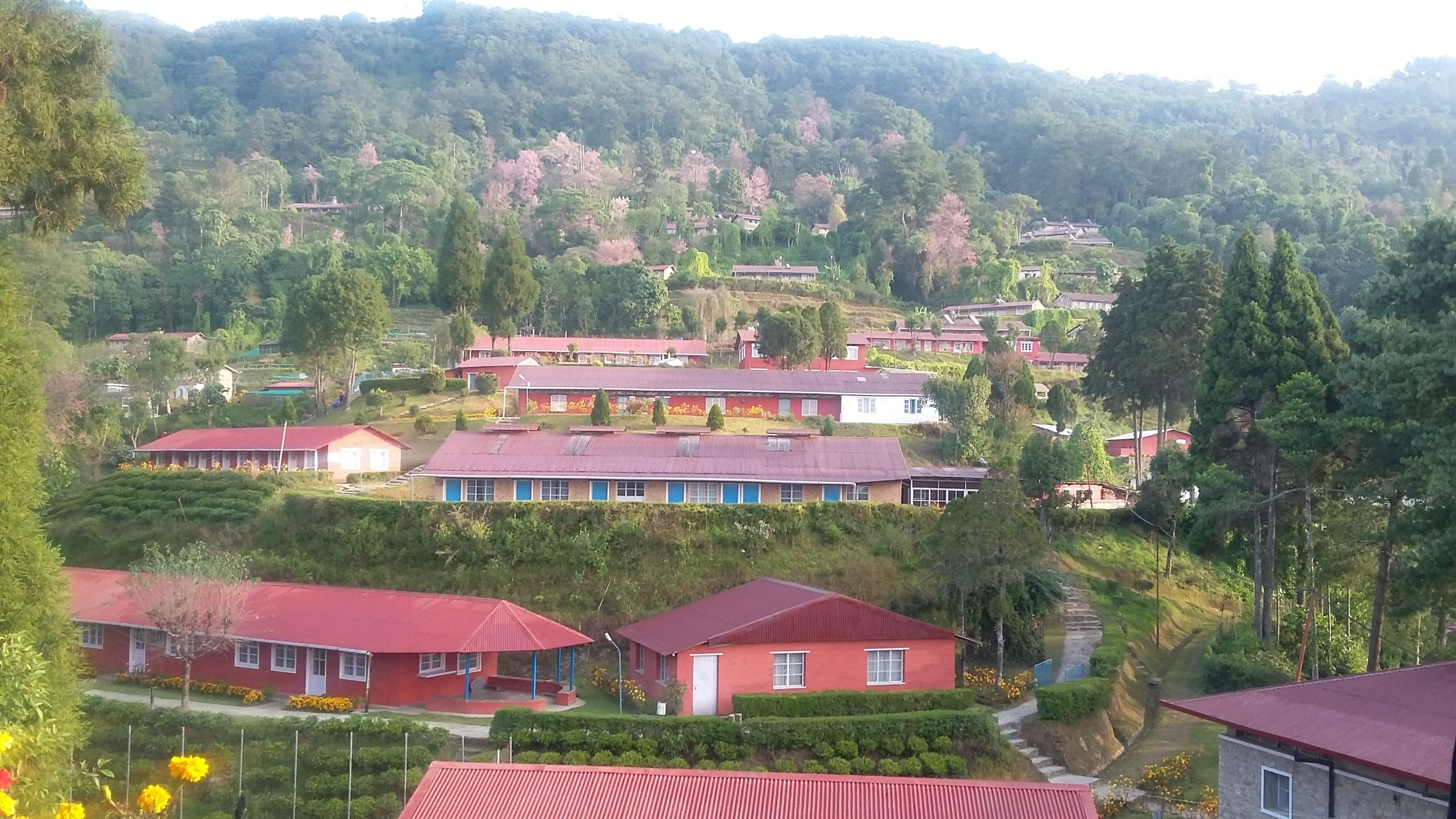
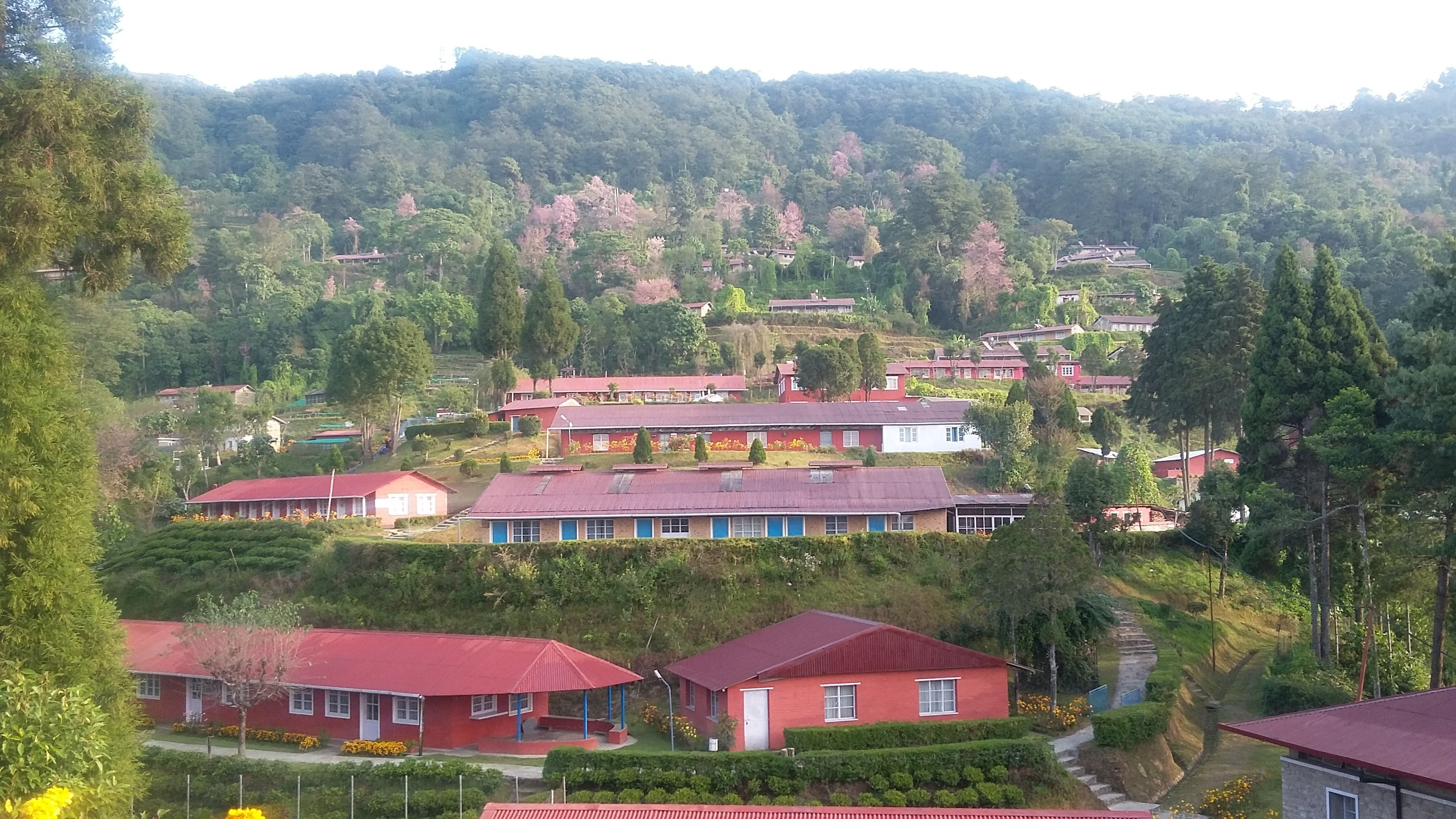